# Parafia św. Brata Alberta w Makowie Mazowieckim
Parafia św. Brata Alberta w Makowie Mazowieckim – rzymskokatolicka parafia należąca do dekanatu makowskiego, diecezji płockiej, metropolii warszawskiej. Jedna z dwóch parafii rzymskokatolickich w mieście Maków Mazowiecki.

## Historia parafii
Parafia została erygowana 15 sierpnia 1998 r. przez biskupa płockiego Zygmunta Kamińskiego. Powstała z podziału parafii św. Józefa, jej proboszczem został ks. Zbigniew Sajewski.  

### Kościół parafialny
4 października 1998 r. bp Zygmunt Kamiński odprawił o godz. 17.00 mszę świętą oraz dokonał poświęcenia krzyża i placu pod budowę kościoła.
Tymczasowy kościół parafialny został poświęcony przez biskupa Romana Marcinkowskiego 20 czerwca 1999 r. Pod koniec września 1998 roku rozpoczęto prace pod budowę kaplicy. 1 maja 1999 r. pod przewodnictwem ks. infułata Aleksandra Pasternakiewicza, dyrektora Wydziału Budownictwa i Sztuki Sakralnej Kurii Diecezjalnej w Płocku i ks. prałata Józefa Śliwki proboszcza parafii pw. św. Józefa w Makowie Mazowieckim została odprawiona pierwsza msza święta w nowo wybudowanej świątyni.

## Proboszczowie
- ks. Zbigniew Sajewski (1998–2010)
- ks. Krzysztof Biernat (2010–2018)
- ks. Marek Podsiadlik (2018–2025)
- ks. Zbigniew Morawski (od 2025)[2]